# Darren Randolph
Darren Edward Andrew Randolph (* 12. Mai 1987 in Bray) ist ein irischer ehemaliger Fußballtorhüter.

## Karriere

### Verein
Randolph begann seine Karriere bei den Ardmore Rovers, wechselte aber alsbald zu Charlton Athletic. Dort gab er am letzten Spieltag der Saison 2006/07 sein Debüt gegen den FC Liverpool, nachdem Charlton bereits abgestiegen war. Es folgten mehrere Leihen zu größtenteils unterklassigen Vereinen. Dort kam er zwar zu einigen Einsätzen, etablierte sich aber nie wirklich, weil die Leihen immer nur für einige Monate vereinbart wurde.
2010 wechselte er in die schottische Premier League zum FC Motherwell, wo er sich erstmals einen Stammplatz erkämpfen konnte und in drei Jahren insgesamt 111 Ligaspiele absolvierte. 2013 kehrte er nach England zurück, wo er sich Birmingham City anschloss. 2015 folgte der Wechsel zu West Ham United, nachdem sein Vertrag bei Birmingham ausgelaufen war. Dort gab er im Europa League Qualifikationsspiel gegen den FC Lusitanos sein Pflichtspieldebüt. Dauerhaft durchsetzen konnte er sich aber auch bei seinem neuen Verein nicht, stand aber regelmäßig als Ersatztorhüter für Adrián im Kader. Zur Saison 2017/18 wechselte er für eine Ablösesumme von 5 Millionen Pfund Sterling als nomineller neuer Stammtorhüter zum Absteiger aus der Premier League FC Middlesbrough. Dort debütierte er bei der 0:1-Niederlage gegen die Wolverhampton Wanderers am 1. Spieltag.
Im Januar 2020 kehrte Randolph zu seinem Ex-Klub West Ham United zurück. In den folgenden dreieinhalb Jahren absolvierte Randolph als Ersatztorhüter insgesamt fünf Premier-League-Spiele und blieb diesbezüglich in den Spielzeiten 2021/22 und 2022/23 komplett ohne Einsatz. Ende Januar 2023 wechselte er dann ablösefrei zum Ligakonkurrenten und Abstiegskandidaten AFC Bournemouth. Dort hatte sich der vormalige Stammtorhüter Mark Travers schwankend in seinen Leistungen gezeigt und der im August 2022 eilends vom FC Barcelona verpflichtete Ersatzmann Neto zwischenzeitlich verletzt. Zu einem Einsatz für Bournemouth kam Randolph indes nicht. Nach Auslaufen seines Vertrages beendete er im Sommer 2024 seine aktive Laufbahn.

### Nationalmannschaft
Randolph stand beim 5:0-Erfolg gegen Nordirland am 24. Mai 2011 erstmals im Kader der irischen Fußballnationalmannschaft, kam allerdings zu keinem Einsatz. Sein Debüt gab er am 11. September 2012 beim 4:1-Erfolg gegen den Oman, als er zur Halbzeit für David Forde eingewechselt wurde. Über die Rolle des Ersatzkeepers für Shay Given kam Randolph nicht hinaus. Es folgte lediglich ein weiteres Freundschaftsspiel gegen Spanien.
Im Qualifikationsspiel für die Fußball-Europameisterschaft 2016 am 8. Oktober 2015 gegen Deutschland musste dann Shay Given unmittelbar vor der Halbzeit verletzt ausgewechselt werden und Randolph kam zu seinem ersten Pflichtspieleinsatz. Er blieb nicht nur ohne Gegentor, sondern leitete mit seinem weiten Abschlag auch den 1:0-Siegtreffer durch Shane Long ein. Danach stand er auch beim letzten Qualifikationsspiel sowie den beiden erfolgreichen Relegationsspielen im Tor. Auch in der EM-Vorbereitung blieb er im Tor und wurde als Stammtorwart in das Aufgebot Irlands aufgenommen. Als Jüngster und mit bis dahin nur neun Länderspielen Unerfahrenster des nominierten Torwarttrios, bestritt er alle vier Turnierspiele der Iren bis zum Ausscheiden im Achtelfinale. In der Folge etablierte sich Randolph zunehmend als Stammtorhüter der irischen Nationalmannschaft und absolvierte die Mehrzahl der Qualifikationsspiele für die WM 2018. Sein 50. und letztes Länderspiel absolvierte er beim 0:0 gegen Bulgarien am 18. November 2020.